# 新城縣 (隆州)
新城縣，唐代設置的縣，武德四年，分南部縣、相如縣兩縣置新城縣，屬隆州（先天元年，改為閬州），避隱太子更名新政縣。